# 夷平面

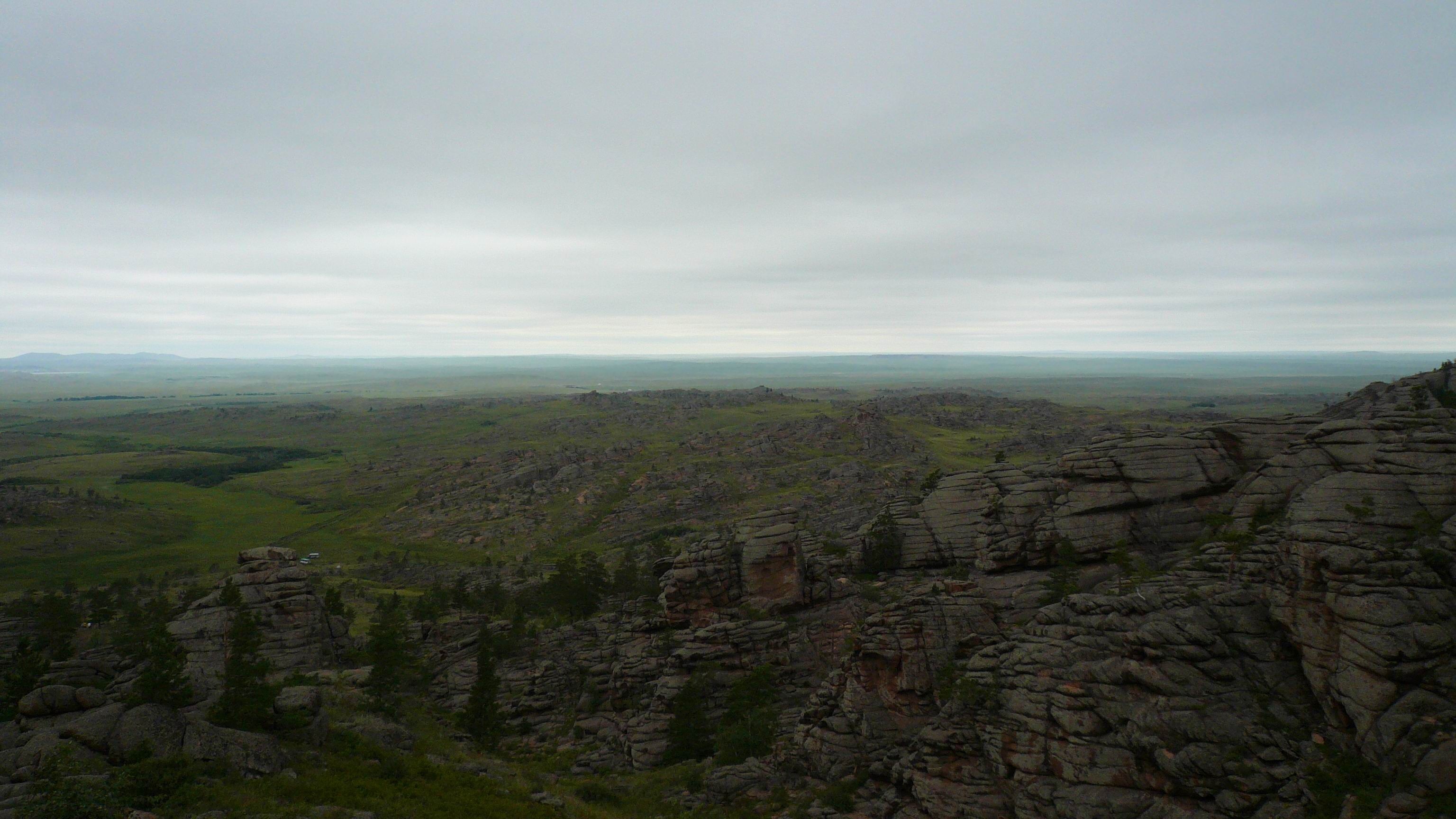
哈萨克丘陵，属构造抬升的夷平面

夷平面（英文：planation surface），也称剥蚀面、侵蚀面、准平原、残余面、均夷面、山足面、山顶面、峯顶面等，是由于夷平作用所产生的，以截面形式横切过一切年龄上先于它的地层和构造的一种平缓地形:96，是在构造相对稳定条件下经过长期外营力作用形成的一个接近基准面的平坦地形:93，上有残山存在，地面有风化壳或其它碎屑堆积:158，是地貌长期发展的终极产物经抬升破坏或埋藏的结果:520。夷平面是与长时间稳定的海侵环境相对应的大尺度地貌景观，其原始高度受控于当时的地貌基准，在地貌对比研究中起着“基准点”的作用:58。
夷平面是一个對於侵蝕面地貌总括性的地貌术语，包括：准平原（peneplain）、泛平原（panplane）、始平原（Primärrumpf）、终平原（Endrumpffläche）、山足面（pediment）、山麓面（pediplain，也叫联合麓原）、刻蚀平原（etchplain）、热带稀树平原（Savanna plains）、浪蚀平台（wave-cut platform）、剥露或构造平原（stripped or structural plains）、宽谷（strath）和冰缘山足面（periglacial pediments）:2。

## 提出
“夷平面”（德文：Rumpffläche:73）这一概念的提出，最早可追溯至19世纪80年代费迪南·冯·李希霍芬、威廉·莫里斯·戴维斯和阿尔布雷希特·彭克等地理学家的研究:96。李希霍芬在1886年出版的《考察指南》（Führer für Forschungsreisende）中，将外表通过磨蚀作用形成的山脉的种类称为“磨蚀山脉”:73。1899年，戴维斯提出“准平原”概念，此后相继有学者对“准平原”概念发起攻击，瓦尔特·彭克研究了1877年由格罗夫·卡尔·吉尔伯特提出的“山足面”并延伸提出“山麓梯地”概念，二战后又有莱斯特·查尔斯·金提出“山麓剥蚀平原”概念:158。这些剥蚀面可以说是准平原的变种，统称之为“夷平面”:158。1948年，前苏联地理学家康斯坦丁·马尔科夫提出了在地貌夷平作用为主导下形成的四种地貌水准面，对夷平面进行了综合阐述:96。此后，让·特里喀尔、安德烈·卡耶、朱利叶斯·布台尔、赫尔曼·冯·维斯曼等地貌学家都对夷平面进行了研究:96。20世纪60年代开始，夷平面相关问题成为了地貌学家的研究焦点，1960年国际地理大会上夷平面的成因问题成为地貌组争论的中心问题之一，1961年的中国地貌学会议也决定把地貌水准面问题列为此后地貌学基本理论研究的首项任务:96。

## 定义的问题
由于早期学者提出的“夷平面”是在不同气候系统下发育的，由不同主导外力所形成，诸如戴维斯的“准平原”（peneplain）、吉尔伯特的“山足面”（pediment）、金的“山麓面”（pediplain）、韦兰的“刻蚀平原”（etchplain）、布台尔的“双层水平面”（double leveling surfaces），导致夷平面的定义较为混乱，但每一个的定义都是正确的:107。正如地貌学家崔之久所言，只要条件允许，各家定义的“面”都可以看成是夷平面（包括准平原）发育过程的一个阶段，只是在不同地区和气候条件下，营力作用类型和速度不同而已:1796。
在英文文献中，部分研究者把“夷平面”定义为一种特殊的侵蚀面，另有大量英文文献作者将“夷平面”与“侵蚀面”看作是同义词，这一定义导致在不同语言间产生相当大的混乱，各语言间的翻译也出现了混乱:2。

## 形成
地貌是在内、外力相互作用下形成的，形成夷平面的作用称“夷平作用”，它是剥蚀作用、流水侵蚀作用、磨蚀作用共同构成的，致力于倾向侵蚀基准:74。陆块在构造相对休止期间，在一种有利的气候条件下，由于夷平作用长期削切地质构造面，以控制该陆块的基准面为目标，地面逐渐削平，形成平缓起伏的地形，成为夷平面:97。夷平面生成后，在后期构造运动内外力的共同作用下，塑造了夷平面的现代地貌，常见的夷平面有四种变形：断裂变形、拗曲变形、拗曲与断裂伴生变形、掀斜与断裂伴生变形:102-103。一般来说，形成越早的夷平面越难保留，因为可能遭到后来的构造运动和剥蚀作用而破坏严重，中国东部地区保存最老的夷平面其时代不超过白垩纪:172。
影响夷平面形成的主要因素包括前期大地构造（s）、侵蚀基准面（e）、气候（c）、岩性（r）、时间（t）、后期构造运动（m）:109。夷平面的形成可以看作是这些因子的函数：
{\displaystyle {\begin{aligned}Y=f(s,e,c,r,t,m)\end{aligned}}}:109
由于区域性的差异，建立统一的界定夷平面的数学标准是非常困难的:108。夷平面形成的时间也受到多个因素控制，如地貌原始起伏、外动力地质作用和内动力地质作用的强度差异等，一个夷平面的形成需要数千万年，华北陆块中奥陶世-早石炭世的准平原的发育和持续期约一亿五千万年:7。

## 特点
未经后期变形的夷平面在形态上具备的特点有：
1. 面积大。夷平作用是在大范围发生的，势必形成“广泛”的夷平面[8]:108。非洲侵蚀层（英语：African Surface）就是一个很大的夷平面[11]:6-7，由穿时沉积（英语：Diachronism）形成[12]:199-212。即使在山区，夷平面也有大面积的分布，中亚山地内的夷平面比例可以达到17.2%，阿尔泰山脉中的夷平面比例更高达24%[9]:1803。
2. 海拔低。在全球范围上，海洋是侵蚀基准面（英语：Base level）（此处指准平原型夷平面），因而夷平面的原始高度不会太大。彭克认为有250米，崔之久认为有1,000米[9]:1800，而山足面和联合麓原的侵蚀基准具有局地性质，理论海拔高度有很大变数，既可以是海平面，也可以是大陆区域任一海拔高度[6]:6。
3. 坡度小。坡度小于0.1718°（3‰）为准平原型夷平面，0.1718°~1°为联合麓原型夷平面，1°~7°为山足面型夷平面，大于7°的坡降则为非夷平面的其他侵蚀面或剥蚀面[6]:6。
4. 有夷平作用的痕迹。如古风化壳、砾石层、网状分布的古河道以及分布在同一水平高度的岩层[8]:108。

## 分类
由于气候、水系、岩性、时间等因素的不同，夷平面表现出多种形态。北京大学崔之久、李德文等学者认为，“夷平面”这一概念包括准平原、山麓面、联合山麓面和刻蚀平原四种类型:1795。兰州大学潘保田、李吉均等学者根据形成方式和条件，将夷平面分为准平原、山麓剥蚀平原、双层水平面、冻融山足面与冻融剥夷平原四种类型:520-523。根据夷平面的活动状态，崔之久将乔治·菲尼尔·亚当斯（George Finiel Adams）的分类完善为七种：活动面、休眠面、外来面、废止面、埋藏面、剥蚀面或化石面、叠置面:1801。马尔科夫划分了四种地貌水准面，根据夷平面发育的水准面的不同就可以划分出对应的海蚀-堆积夷平面、剥蚀夷平面、雪线夷平面和上部剥蚀夷平面:108。西南大学楚玉春等学者从气候地貌学的视角对夷平面进行了地带性划分，得出四种类型的夷平面：温湿夷平面、萨瓦纳夷平面、干旱夷平面和寒冻夷平面:116。

## 研究应用
对夷平面进行研究有助于了解和重建区域地貌发育过程和历史，对了解区域构造单元及新构造运动的类型、强度和幅度也有一定意义，另外在矿产勘探领域也有应用:104。夷平面的测年，主要原理是依靠松散堆积物中的化石以及对沉积物进行同位素测年:72。夷平面形成的年代，就是地表隆升开始的年代:110。就目前的知识而言，确凿的夷平面及其可信的时代、高度、性质等是唯一国际公认的判断陆地抬升幅度的证据:1798。以夷平面为主的层状地貌面的分布范围广泛，高度相对稳定，它们的上升真正代表了高原的隆升，因而成为青藏高原、云贵高原等众多高原隆起的重要证据:520。应用夷平面的原始高度，即可以研究和确定这些高原的抬升幅度:1。